# Novo Cruzeiro (Ipatinga)
Novo Cruzeiro é um bairro do município brasileiro de Ipatinga, no interior do estado de Minas Gerais. Localiza-se no distrito-sede, estando situado na Regional IV. Segundo o censo demográfico de 2022, realizado pelo Instituto Brasileiro de Geografia e Estatística (IBGE), sua população era de 1 700 habitantes e havia 640 domicílios particulares permanentes ocupados. Possui área de 0,2 km² conforme a prefeitura.
De acordo com o IBGE, em 2010 a população era de 1 856 habitantes e havia 598 domicílios particulares.

## História e descrição
A área do atual bairro pertenceu originalmente à Companhia Siderúrgica Belgo-Mineira, tendo sido adquirida posteriormente pela Usiminas, que foi a responsável pela construção do conjunto. Embora não tenha sido construído como parte da Vila Operária original da empresa, foi implantado para sua expansão, devido ao aumento da demanda por moradias. Foi executado com ruas e calçadas estreitas e lotes contínuos e relativamente pequenos.
Situa-se entre a BR-381, BR-458 e o Parque Ipanema e a proximidade com as duas rodovias proporcionou uma considerável quantidade de moradores que foram vítimas de atropelamentos. Mediante influência da associação de moradores local, as praças do bairro possuem nomes de habitantes que faleceram em acidentes nas redondezas. A maioria das ruas, por sua vez, possuem nomes de santos, como por exemplo Santa Helena, São Marcos, São Clemente, Santa Beatriz e São Pedro.
As praças do Novo Cruzeiro caracterizam a localidade e fazem com que seja um dos bairros de Ipatinga com a maior quantidade desse tipo de espaço público, sendo exemplos as praças Maria do Patrocínio Estevan, Jonas Marques Brito e Alexandre Lopes de Oliveira. Esses locais são utilizados pela população como espaços de lazer, sendo comum que a própria comunidade contribua com a limpeza e conservação. Além disso, costumam ser usados para a realização de eventos públicos.
Entre o Parque Ipanema e o bairro está localizada outra área verde, conhecida como Bosque das Mangueiras. Outro ponto de referência do Novo Cruzeiro é o Centro de Atendimento Multidisciplinar Herbert de Souza (Cenam), instituição de ensino ligada à prefeitura que recebe alunos com transtornos de aprendizagem e deficiência visual e auditiva. A Igreja Senhor dos Passos representa a sede da comunidade católica local, que está subordinada à Paróquia Cristo Rei.

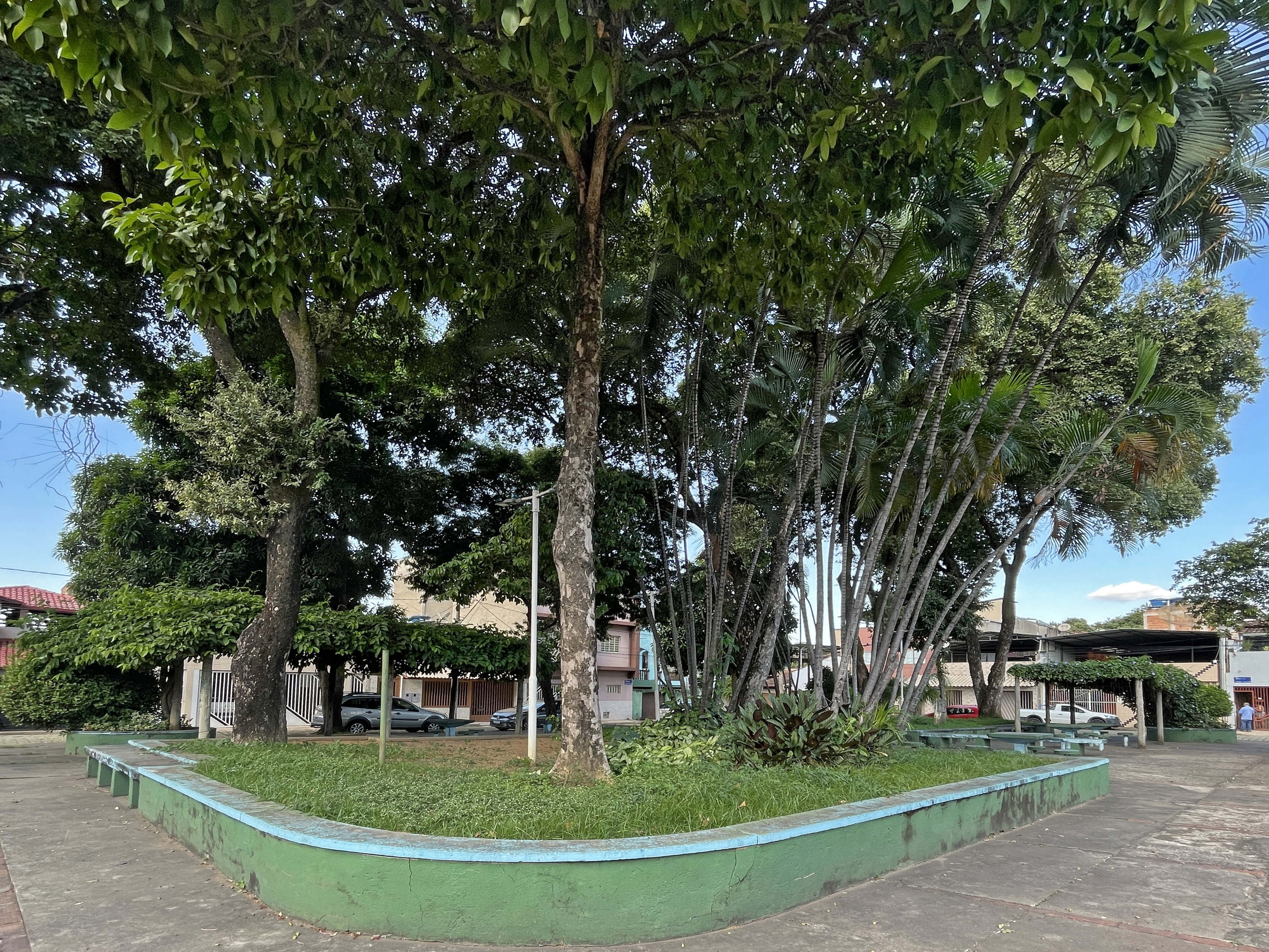
Praça Jonas Marques Brito, uma das áreas verdes urbanas do bairro.
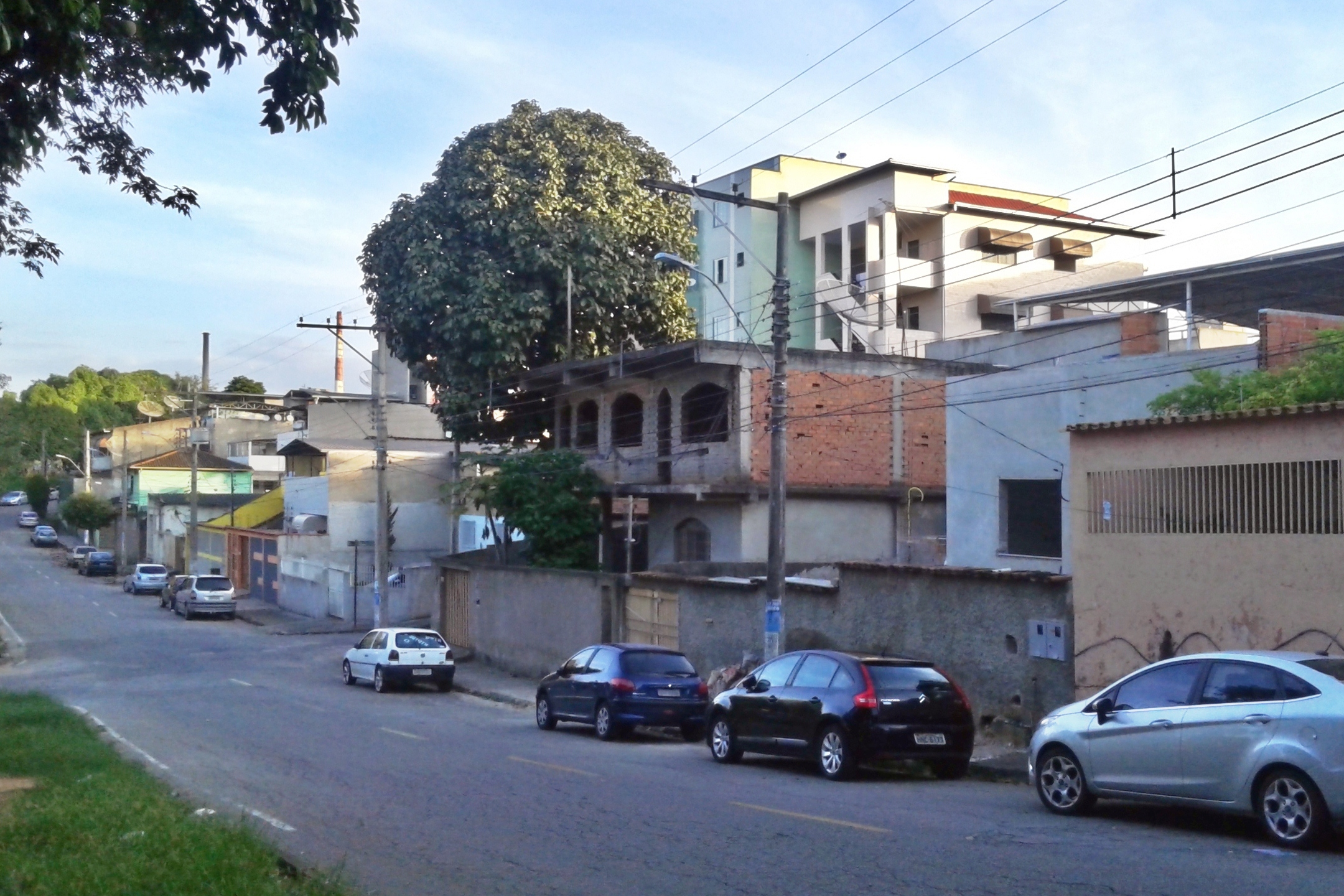
Avenida Santa Helena, que é uma das vias principais.
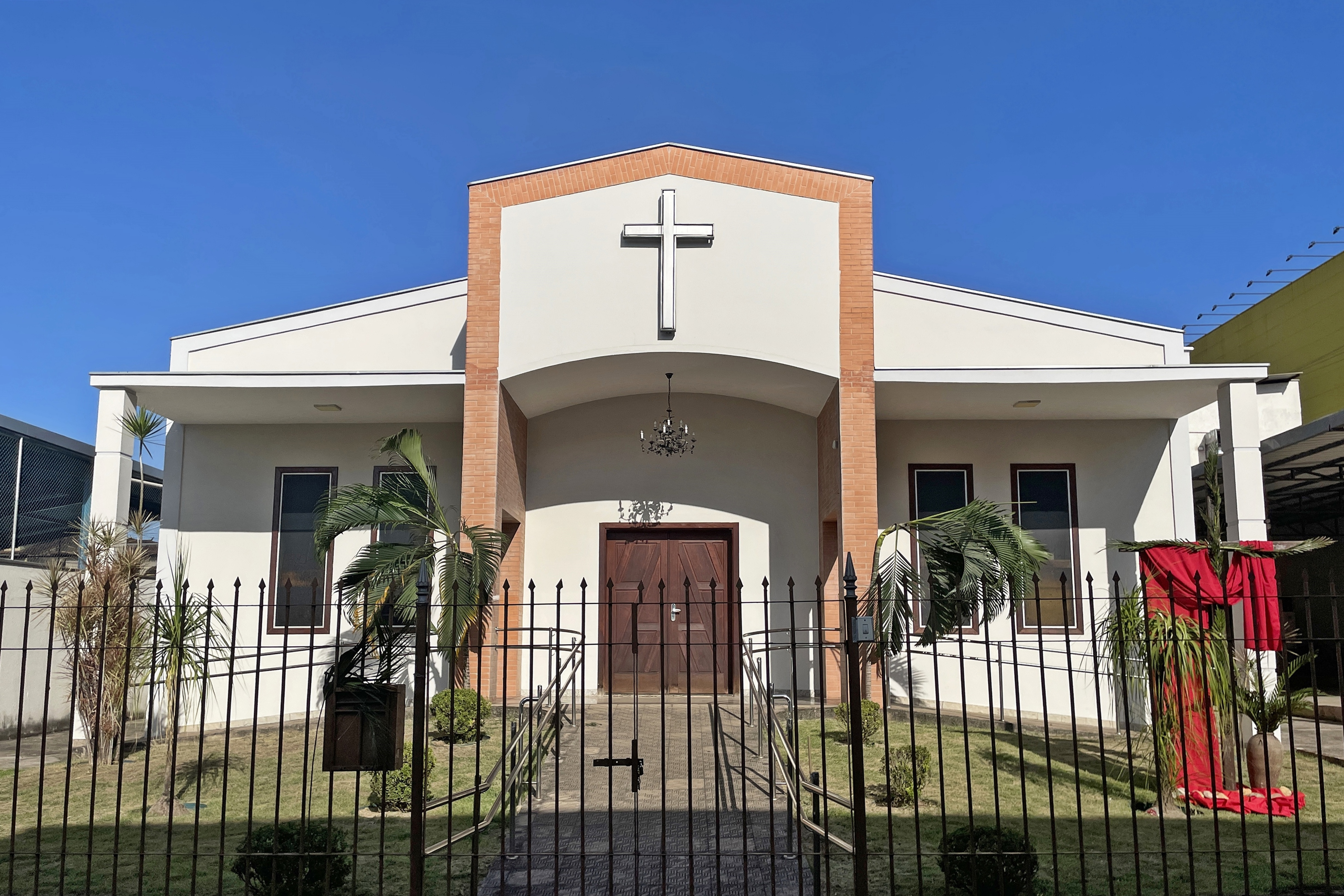
Igreja Senhor dos Passos, da Paróquia Cristo Rei.